# ジョン・アーヴィング
ジョン・ウィンズロー・アーヴィング（John Winslow Irving、1942年3月2日 - ）は、アメリカ合衆国の小説家である。本名ジョン・ウォレス・ブラント・ジュニア（John Wallace Blunt, Jr）。

## 人物
物語の解体や時間軸の交錯など、いわゆる「ポストモダン文学」に代表される20世紀の文学潮流のさなかで「チャールズ・ディケンズを尊敬する」と公言し、ポスト・モダン文学の首魁として扱われがちなジョイスを「ゴミ」「オナニー本の作者」と言ったように、アーヴィングは19世紀的な「物語の復権」を目指した作家といえる。彼が発表する作品のほとんどは主人公たちによる人間喜劇のような波乱万丈のストーリー展開をもつ。彼の小説は次々に映画化されて話題となった。
特に初期作品にはアーヴィング本人の人生が反映されているといわれる。
ディスレクシアを患っていた。

## 経歴
- 1942年3月2日、ニューハンプシャー州エクセターに生まれる[3]。
- 物心つかぬうちに母が、実父と離婚したため、エクセターのフロント・ストリートにある母の実家で育てられる。
- 1948年、母がフィリップス・エクセター・アカデミーの教師、コリン・F・N・アーヴィングと再婚。
- 幼少時に、文学好きの祖母の影響を受ける。
- 1957年、フィリップス・エクセター・アカデミー入学。レスリング部主将として活躍。また、文学にも興味を示し、習作をいくつか書く。
- 1961年、同アカデミー卒業後、レスリングの腕を買われてピッツバーグ大学へ入学。
- 1962年、レスリング選手を諦めて大学を退学、ニューハンプシャー大学へ入学。
- 1963年、大学をドロップアウト。ハーヴァード大学の夏期ドイツ語集中講座を受講している間に、妻となるシャイラ・リアリとパーティで知り合う。
- 1963-64年、ウィーン大学に学ぶ。
- 1964年、シャイラ・リアリと結婚。ニューハンプシャー大学に復学する。
- 1965年、長男コリン誕生。ニューハンプシャー大学英語科卒業。短編『冬の枝』が雑誌に掲載される。特別奨学金でアイオワ大学へ入り、創作科でカート・ヴォネガットに師事。
- 1967年、同大学の修士論文として『熊を放つ』を執筆し、修士号を授与される。
- 1968年、『熊を放つ』で作家デビュー。
- 1978年、『ガープの世界』を発表、一躍、注目を浴びる。ハードカバーだけで10万部のベストセラーとなり、1980年にはペイパーバック部門の全米図書賞を受賞。
- 1985年、来日。
- 1999年、『サイダーハウス・ルール』でアカデミー脚色賞を受賞。

## エピソード
- アーヴィングが『ホテル・ニューハンプシャー』を執筆中に、完成前の原稿の朗読会を行ったが、ある女子学生が、ある登場人物の運命に、大泣きしてしまったという[要出典]。

## 主な作品

### 長編
- 『熊を放つ』（Setting Free the Bears、1968年）村上春樹訳　中央公論社、1986　のち文庫
- 『ウォーターメソッドマン』（The Water-Method Man、1972年）川本三郎、柴田元幸・岸本佐知子訳　国書刊行会〈文学の冒険〉、1989　のち新潮文庫
- 『158ポンドの結婚』（The 158-Pound Marriage、1974年）斎藤数衛訳　サンリオ文庫、1987　のち新潮文庫
- 『ガープの世界』（The World According to Garp、1978年）筒井正明訳 サンリオ文庫、1983　のち新潮文庫
- 『ホテル・ニューハンプシャー』（The Hotel New Hampshire、1981年）中野圭二訳　新潮社、1986　のち文庫
- 『サイダーハウス・ルール』（The Cider House Rules、1985年）真野明裕訳　文藝春秋、1987　のち文庫
- 『オウエンのために祈りを』（A Prayer for Owen Meany、1989年）中野圭二訳 新潮社、1999　のち文庫
- 『サーカスの息子』（A Son of the Circus、1994年）岸本佐知子訳　新潮社、1999　のち文庫
- 『未亡人の一年』（A Widow for One Year、1998年）都甲幸治・中川千帆訳 新潮社、2000　のち文庫
- 『第四の手』（The Fourth Hand、2001年）小川高義訳　新潮社、2002　のち文庫
- 『また会う日まで』（Until I Find You、2005年）小川高義訳　新潮社、2007
- 『あの川のほとりで』（Last Night in Twisted River、2009年）小竹由美子訳　新潮社、2011
- 『ひとりの体で』（In One Person、2012年）小竹由美子訳　新潮社、2013
- 『神秘大通り』（Avenue of Mysteries、2015年）小竹由美子訳　新潮社、2017
- The Last Chairlift、2022年 - 未訳

### その他
- 『ピギー・スニードを救う話』（Trying to Save Piggy Sneed）小川高義訳 新潮社 1999　のち文庫　- 短編小説＆エッセイ集
- 『サイダーハウス・ルール シナリオ対訳』原作・脚本 藤田真利子,伊東奈美子訳 愛育社 2000
- 『マイ・ムービー・ビジネス 映画の中のアーヴィング』村井智之訳 扶桑社 2000

## 関連書籍
- 『ジョン・アーヴィングの世界』サンリオ 1986

## 映画化作品
- ガープの世界 (1982) 監督：ジョージ・ロイ・ヒル
- ホテル・ニューハンプシャー (1984) 監督：トニー・リチャードソン
- サイモン・バーチ (1998) 原作：『オウエンのために祈りを』（プロデューサーもつとめる） 監督：マーク・スティーヴン・ジョンソン
- サイダーハウス・ルール (1999 脚本も担当） 監督：ラッセ・ハルストレム
- ドア・イン・ザ・フロア(2004) 原作：『未亡人の一年』 監督：トッド・ウィリアムズ